# Ângelo Ricardo Versari
Ângelo Ricardo Versari, noto semplicemente come Ângelo (Campo Mourão, 27 aprile 1984), è un ex calciatore brasiliano, di ruolo difensore.

## Caratteristiche tecniche
È un terzino destro.

## Carriera
Nel 2004, dopo aver militato per una stagione all'Atletico Paranaense, si trasferisce all'Operário-PR. Dopo pochi mesi viene acquistato dall'ADAP/Galo Maringá. Dal 2006 comincia una serie di prestiti che lo vede giocare prima in Qatar, con l'Al-Sadd, e poi in patria con vari club (Paraná, Cruzeiro, Internacional, Náutico, Coritiba e Grêmio Prudente). Nel 2012, dopo una breve esperienza al Joinville, passa al CRB.
In carriera ha vinto una Coppa Sudamericana (nel 2008, con l'Internacional) e un Campeonato Brasileiro Série B (nel 2010, con il Coritiba).

## Palmarès

### Club

#### Competizioni internazionali
- Copa Sudamericana: 1

Internacional: 2008

#### Competizioni nazionali
- Campeonato Brasileiro Série B: 1

Coritiba: 2010